# Sonic Racing Kart
Sonic Racing Kart (ソニックレーシング カート) es un videojuego móvil lanzado por el parte del Servicio de Sonic Cafe por Sega en 28 de julio de 2003.
- Datos: Q6132259